# Grande Prêmio do Canadá de 1981
Resultados do Grande Prêmio do Canadá de Fórmula 1 realizado em Montreal em 27 de setembro de 1981. Décima quarta etapa do campeonato, foi vencido pelo francês Jacques Laffite, da Ligier-Matra, com John Watson em segundo pela McLaren-Ford e Gilles Villeneuve em terceiro pela Ferrari.

## Resumo
Última vitória na carreira de Jacques Laffite.
Gilles Villeneuve deu show na pista molhada com a asa dianteira destruída. O piloto guiava como se nada tivesse acontecido. Foi a última vez que realizaram a prova canadense próximo ao fim da temporada e a última vitória da Ligier até o Grande Prêmio de Mônaco de 1996 com Olivier Panis.
Neste dia a Williams repetiu o ano de 1980 e conquistou o título mundial de construtores visto que os dois pontos conquistados pela Brabham não foram suficientes para levar a disputa a Las Vegas.

## Resultados

### Treinos classificatórios
| Pos.    | Nº | Piloto             | Construtor      | Q1       | Q2       | Dif.    |
| ------- | -- | ------------------ | --------------- | -------- | -------- | ------- |
| 1       | 5  | Nelson Piquet      | Brabham-Ford    | 1:29.211 | 1:29.537 | —       |
| 2       | 2  | Carlos Reutemann   | Williams-Ford   | 1:29.601 | 1:29.359 | + 0.148 |
| 3       | 1  | Alan Jones         | Williams-Ford   | 1:29.728 | 1:29.781 | + 0.517 |
| 4       | 15 | Alain Prost        | Renault         | 1:31.629 | 1:29.908 | + 0.697 |
| 5       | 12 | Nigel Mansell      | Lotus-Ford      | 1:32.233 | 1:29.997 | + 0.786 |
| 6       | 6  | Hector Rebaque     | Brabham-Ford    | 1:31.545 | 1:30.182 | + 0.971 |
| 7       | 11 | Elio de Angelis    | Lotus-Ford      | 1:31.212 | 1:30.231 | + 1.020 |
| 8       | 16 | René Arnoux        | Renault         | 1:34.151 | 1:30.232 | + 1.021 |
| 9       | 7  | John Watson        | McLaren-Ford    | 1:31.617 | 1:30.566 | + 1.355 |
| 10      | 26 | Jacques Laffite    | Ligier-Matra    | 1:31.593 | 1:30.705 | + 1.494 |
| 11      | 27 | Gilles Villeneuve  | Ferrari         | 1:32.077 | 1:31.115 | + 1.904 |
| 12      | 28 | Didier Pironi      | Ferrari         | 1:31.976 | 1:31.350 | + 2.139 |
| 13      | 8  | Andrea de Cesaris  | McLaren-Ford    | 1:32.281 | 1:31.507 | + 2.296 |
| 14      | 3  | Eddie Cheever      | Tyrrell-Ford    | 1:32.652 | 1:31.547 | + 2.336 |
| 15      | 23 | Bruno Giacomelli   | Alfa Romeo      | 1:34.995 | 1:31.600 | + 2.389 |
| 16      | 22 | Mario Andretti     | Alfa Romeo      | 1:32.648 | 1:31.740 | + 2.529 |
| 17      | 25 | Patrick Tambay     | Ligier-Matra    | 1:31.747 | 1:31.817 | + 2.536 |
| 18      | 29 | Riccardo Patrese   | Arrows-Ford     | 1:31.969 | 1:32.277 | + 2.758 |
| 19      | 33 | Marc Surer         | Theodore-Ford   | 1:34.424 | 1:32.253 | + 3.042 |
| 20      | 17 | Derek Daly         | March-Ford      | 1:35.552 | 1:32.305 | + 3.094 |
| 21      | 9  | Slim Borgudd       | ATS-Ford        | 1:34.002 | 1:32.652 | + 3.441 |
| 22      | 4  | Michele Alboreto   | Tyrrell-Ford    | 1:34.245 | 1:32.709 | + 3.498 |
| 23      | 32 | Jean-Pierre Jarier | Osella-Ford     | 1:33.432 | 1:33.643 | + 4.221 |
| 24      | 14 | Eliseo Salazar     | Ensign-Ford     | 1:36.016 | 1:33.848 | + 4.637 |
| DNQ     | 20 | Keke Rosberg       | Fittipaldi-Ford | 1:34.634 | 1:34.310 | + 5.099 |
| DNQ     | 21 | Chico Serra        | Fittipaldi-Ford | 1:36.937 | 1:36.546 | + 7.335 |
| DNQ     | 35 | Brian Henton       | Toleman-Hart    | 1:40.505 | 1:36.648 | + 7.437 |
| DNQ     | 30 | Jacques Villeneuve | Arrows-Ford     | 1:36.720 | 1:38.308 | + 7.509 |
| DNQ     | 36 | Derek Warwick      | Toleman-Hart    | 1:36.999 | 1:37.256 | + 7.788 |
| DNQ     | 31 | Beppe Gabbiani     | Osella-Ford     | 1:37.493 | 1:55.307 | + 8.282 |
| Fontes: |    |                    |                 |          |          |         |

### Corrida
| Pos.    | Nº | Piloto             | Chassi/Motor    | Pneus | Voltas | Tempo/Diferença | Grid | Pontos |
| ------- | -- | ------------------ | --------------- | ----- | ------ | --------------- | ---- | ------ |
| 1       | 26 | Jacques Laffite    | Ligier-Matra    | M     | 63     | 2:01:25.205     | 10   | 9      |
| 2       | 7  | John Watson        | McLaren-Ford    | M     | 63     | + 6.233         | 9    | 6      |
| 3       | 27 | Gilles Villeneuve  | Ferrari         | M     | 63     | + 1:50.275      | 11   | 4      |
| 4       | 23 | Bruno Giacomelli   | Alfa Romeo      | M     | 62     | + 1 volta       | 15   | 3      |
| 5       | 5  | Nelson Piquet      | Brabham-Ford    | G     | 62     | + 1 Volta       | 1    | 2      |
| 6       | 11 | Elio de Angelis    | Lotus-Ford      | G     | 62     | + 1 volta       | 7    | 1      |
| 7       | 22 | Mario Andretti     | Alfa Romeo      | M     | 62     | + 1 volta       | 16   |        |
| 8       | 17 | Derek Daly         | March-Ford      | A     | 61     | + 2 voltas      | 20   |        |
| 9       | 33 | Marc Surer         | Theodore-Ford   | A     | 61     | + 2 voltas      | 19   |        |
| 10      | 2  | Carlos Reutemann   | Williams-Ford   | G     | 60     | + 3 voltas      | 2    |        |
| 11      | 4  | Michele Alboreto   | Tyrrell-Ford    | A     | 59     | + 4 voltas      | 22   |        |
| 12      | 3  | Eddie Cheever      | Tyrrell-Ford    | G     | 56     | Motor           | 14   |        |
| Ret     | 8  | Andrea de Cesaris  | McLaren-Ford    | M     | 51     | Spun Off        | 13   |        |
| Ret     | 15 | Alain Prost        | Renault         | M     | 48     | Colisão         | 4    |        |
| Ret     | 12 | Nigel Mansell      | Lotus-Ford      | G     | 45     | Colisão         | 5    |        |
| Ret     | 9  | Slim Borgudd       | ATS-Ford        | A     | 40     | Spun Off        | 21   |        |
| Ret     | 6  | Hector Rebaque     | Brabham-Ford    | G     | 35     | Spun Off        | 6    |        |
| Ret     | 32 | Jean-Pierre Jarier | Osella-Ford     | M     | 26     | Colisão         | 23   |        |
| Ret     | 1  | Alan Jones         | Williams-Ford   | G     | 24     | Handling        | 3    |        |
| Ret     | 28 | Didier Pironi      | Ferrari         | M     | 24     | Ignição         | 12   |        |
| Ret     | 14 | Eliseo Salazar     | Ensign-Ford     | A     | 8      | Spun Off        | 24   |        |
| Ret     | 25 | Patrick Tambay     | Ligier-Matra    | M     | 6      | Spun Off        | 17   |        |
| Ret     | 29 | Riccardo Patrese   | Arrows-Ford     | P     | 6      | Spun Off        | 18   |        |
| Ret     | 16 | René Arnoux        | Renault         | M     | 0      | Colisão         | 8    |        |
| DNQ     | 20 | Keke Rosberg       | Fittipaldi-Ford | P     |        |                 |      |        |
| DNQ     | 21 | Chico Serra        | Fittipaldi-Ford | P     |        |                 |      |        |
| DNQ     | 35 | Brian Henton       | Toleman-Hart    | P     |        |                 |      |        |
| DNQ     | 30 | Jacques Villeneuve | Arrows-Ford     | P     |        |                 |      |        |
| DNQ     | 36 | Derek Warwick      | Toleman-Hart    | P     |        |                 |      |        |
| DNQ     | 31 | Beppe Gabbiani     | Osella-Ford     | M     |        |                 |      |        |
| Fontes: |    |                    |                 |       |        |                 |      |        |

## Tabela do campeonato após a corrida
| Pos.   | Piloto           | Pontos |
| ------ | ---------------- | ------ |
| 1      | Carlos Reutemann | 49     |
| 2      | Nelson Piquet    | 48     |
| 3      | Jacques Laffite  | 43     |
| 4      | Alain Prost      | 37     |
| 5      | Alan Jones       | 37     |
| Fonte: |                  |        |

| Pos.   | Equipe        | Pontos |
| ------ | ------------- | ------ |
| 1      | Williams-Ford | 86     |
| 2      | Brabham-Ford  | 59     |
| 3      | Renault       | 48     |
| 4      | Ligier-Matra  | 43     |
| 5      | Ferrari       | 34     |
| Fonte: |               |        |

- Nota: Somente as primeiras cinco posições estão listadas e a campeã mundial de construtores surge grafada em negrito. Entre 1981 e 1990 cada piloto podia computar onze resultados válidos por temporada não havendo descartes no mundial de construtores.